# Вішнуварман
Вішнуварман (д/н — 455) — 4-й магараджа індуїстської держави Таруманагара у 434—455 роках.

## Життєпис
Син магараджи Пурнавармана. Інформації про Вішнувармана небагато. Його ім'я вказано лише в рукописі Вангсакерти. Спадкував трон 434 року. Панував 21 рік. Ймовріно продовжував підтримував вішнуїзм, про що свідчить його ім'я. Помер у 455 році. Йому спадкував син Індраварман.